# Jezioro słone

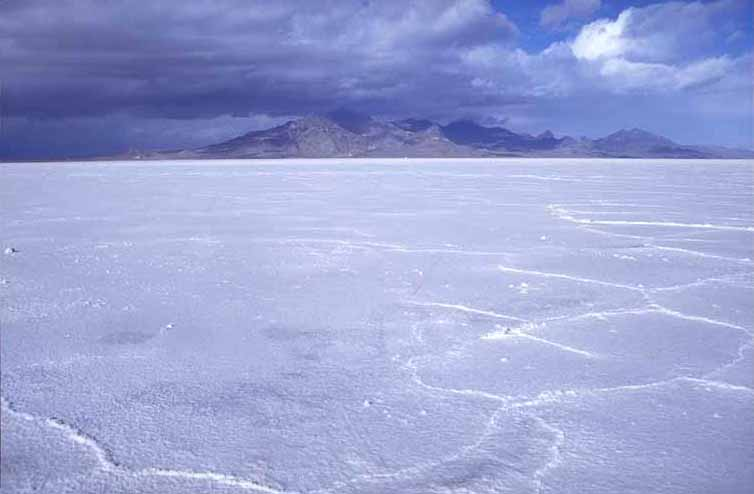
Wyschnięta powierzchnia jeziora Bonneville

Jezioro słone – rodzaj jeziora, w którego wodach rozpuszczona jest znaczna (przyjmuje się, że ponad 20‰) ilość chlorku sodu, siarczanu magnezu, związków potasu i innych soli (zasolenie). Jeziora słone są charakterystyczne dla obszarów suchych i gorących, ponieważ nagromadzenie soli następuje w wyniku silnego parowania w połączeniu z brakiem odpływu wód do morza. Jeziora słone zawierają ponad 40% wód wszystkich jezior świata. Najwięcej, bo przeszło ¾ objętości niemorskiej słonej wody zawiera Morze Kaspijskie.

## Pochodzenie
Jeziora słone są jeziorami bezodpływowymi, nierzadko też okresowymi i pluwialnymi. Powstają zarówno w płytkich nieckach, jak i w głębokich uskokach tektonicznych. Wpadające wody niosą pewne ilości soli mineralnych, które przy braku odpływu kumulują się w zbiorniku, dodatkowo przy wysokim parowaniu zwiększa się poziom zasolenia. Zdarza się też nierzadko, że zasolenie powodują podziemne wody wypływające na dnie jeziora. Jeziora mogą też powstawać na skutek ruchów tektonicznych, w wyniku których zostaje odgrodzona część morza. Po pewnym czasie część wody wyparowuje i powstaje depresja, uwięziona sól utrzymuje poziom zasolenia, które wzrasta wraz z parowaniem wody. Do takich jezior należą Morze Kaspijskie i Morze Martwe, które niegdyś było częścią Oceanu Indyjskiego i leży w części rowu tektonicznego Al-Ghaur.

## Podział
Ze względu na czynnik zasolenia wyróżnia się:
- jeziora sodowe, których woda zawiera duże ilości siarczanu lub węglanu sodu,
- jeziora siarczanowe, w których wodzie przeważa siarczan sodu lub magnezu,
- jeziora chlorkowe, w których wodzie dominuje chlorek sodu,
- jeziora boraksowe, w których wodzie dominuje czteroboran sodu.

Ze względu na stopień zasolenia wody:
- oligohalinowe (lekko słone), zawartość soli 0,5–5‰,
- mezohalinowe (słonawe), zawartość soli 5–18‰,
- polihalinowe (bardziej słone), zawartość soli 18 do 30‰,
- euhalinowe (słone), zawartość soli 30–40‰ (morza i oceany),
- hiperhalinowe (mineralne), zawartość soli powyżej 50‰,

Słodkie rzeki i jeziora mają zawartość soli poniżej 0,5‰.
Jezioro o zasoleniu 1–20‰ określa się potocznie jako jezioro słonawe.

## Znane jeziora
- Najbardziej znane jeziora słone to Morze Martwe o zasoleniu 220–330‰, Wielkie Jezioro Słone (200–270‰), i jezioro Eyre (od poniżej 50 do powyżej 300‰).
- Największym słonym jeziorem świata jest Morze Kaspijskie, o powierzchni 376 000 km². Także jeziora Bałchasz i Aralskie w Azji mają powierzchnię powyżej 16 000 km² (zasolenie 10–15‰).

## Najbardziej zasolone jeziora
- Patience w Kanadzie – maleńkie potasowe jezioro, którego zasolenie sięgnęło 428‰[1]. Jest ono zmienne w czasie m.in. wskutek eksploatacji soli.
- Staw Don Juan w Dolinie Wrighta (McMurdo Dry Valleys) na Antarktydzie, z zasoleniem 338[1]–402‰[2] (wagowo).
- Jezioro Asal w Dżibuti – 348‰[3].

## Biologia
Unikatowa fauna i flora słonych jezior niemal w całości pochodzi od gatunków słodkowodnych, które przystosowały się do zwiększonego poziomu zasolenia. Są najczęściej gatunkami kosmopolitycznymi. Małe gatunki występują często w ogromnym zagęszczeniu i są bardzo produktywne. Wraz ze wzrostem zasolenia zmniejsza się ilość fitoplanktonu, zooplanktonu i bentosu. W umiarkowanie słonych jeziorach i słonych mokradłach może żyć kilka ryb z rodzaju Tilapia.
Jeziora o zasoleniu przekraczającym 50‰ nazywane wodami hiperhalinowymi i mają już faunę i florę bardzo zubożoną. Do tak ekstremalnych warunków potrafiły przystosować się tylko nieliczne organizmy, ale ze względu na brak konkurencji i bogactwo nieorganicznego świata występują nieraz w olbrzymich ilościach. Nawet w tak niegościnnym miejscu jak Morze Martwe żyją liczne bakterie. W mniej zasolonych wodach żyją glony. Wśród zwierząt najwyższe zasolenie przekraczające 200‰ znosi malutki skorupiak liścionogi słonaczek (Artemia salina) z rodzaju artemia, który równie dobrze czuje się w wodzie słodkiej. Także niektóre ryby z rodziny karpieńcowatych (Cyprinodontidae) z rodzaju Cyprinodon potrafią znosić wysokie zmiany zasolenia. Cyprinodon macularius może żyć od wody słodkiej do zasolenia 90‰, a Cyprinodon variegatus był obserwowany żywy w wodzie o zasoleniu 144‰. Największym zwierzęciem korzystającym z bogactwa glonów w słonych jeziorach są flamingi, które niekiedy występują w milionowych stadach.